# 虚構の王
『虚構の王』（きょこうのおう）は、藤山海里による日本の漫画作品。『月刊コミックジーン』（メディアファクトリー）にて、2011年7月号（創刊号）から2012年12月号まで連載された。単行本は全3巻。

## あらすじ
日本を動かす権力の一族・明槻家の長男で、白夜学園を影で支配する男子高校生・明槻帆稀は、ある日ひょんな事から、虚構世界に迷い込んでしまう。現実世界の常識が一切通じない世界で、果たして帆稀は生き延びることが出来るのか？

## 登場人物
明槻 帆稀（あかつき ほまれ）
本作の主人公。高校2年生。日本を動かす権力者の一族・明槻家の長男にして、生徒会監査委員長。表向きは温厚で品行方正な優等生で、人望も厚いが、実は支配欲が強く、影で学園を牛耳っており、彼に手を出した者は、酷い目に遭うらしい。普段は冷徹だが、他人の死を恐れている。頭脳明晰で、幼少時は優の道場に通っていた為、護身術にも長けている。
虚構世界に迷い込み、幼馴染・優の命を救うべく、ヴィドに助けを求めた結果、自ら身代わりとなることで、一度は瀕死になるが、「神」から虚構の臓器を得て復活。その後、優を救った代償に、ヴィドに服従することになるが、決して彼に屈した訳ではなく、隙あらば彼を支配して虚構世界からの脱出を模索している。近視の為、当初は眼鏡をかけていたが、虚構の臓器を得てからは視力が回復、以後は伊達眼鏡を掛けている。武器はバカラで、自分の掛け金と願いによって、自在に相手を支配・攻撃することが可能。
昔の自分を知る優を厄介な存在として鬱陶しがってはいるが、彼が危機に遭った時は助けており、見捨てる程嫌っている訳ではない様子。
実は、明槻家の養子であり、このことは明槻家のトップシークレットとなっている。
生島 優（いくしま すぐる）
帆稀と小学校以来の幼馴染。帆稀のクラスに編入して、彼と数年ぶりに再会したことを喜んでいるが、帆稀からは鬱陶しがられている。帆稀と共に虚構世界に迷い込み、命の危機にさらされるが、帆稀が身代わりとなったことで、死を免れた。しかし、本人はその間、気絶していた為、その頃の記憶は、ほとんどない。実家は、道場。一般家庭の出身。
ヴィド
虚構世界の住人と思われる謎の男性。常に不気味な笑みを浮かべ、掴み所がない。当初、帆稀にはトランプのカードにしか見えなかったが、彼が虚構の住人となってからは、本来の姿が見える様になった。帆稀の頼みで優を助けた代わりに、彼を相棒にする。以後、帆稀に虚構世界で生き延びる為の助言をしてくれるが、帆稀としてはあまり信用出来ない相手。虚構世界の創造主・「神」を探している。虚構世界を消滅させようとしている。住民の欲望を感知することが出来る。
楜澤 琴子（くるみざわ ことこ）
帆稀達のクラスの学級委員長。成績優秀、容姿端麗、律儀で優しく、生徒からの人気は高い。母親が琴の家元。帆稀に想いを寄せている。実は、自身も5ヶ月前から虚構の住人となっている。父親は物心がつく前に家を出て行ったが、琴が上手く弾けるようになれば、戻って来ると信じている。武器は琴で、演奏することで敵を吸収することが可能。
妹背・アンリ・陽（いもせ・アンリ・よう）
帆稀より5ヶ月前から虚構世界に迷い込んだ男子生徒。2年E組在籍。美術部所属。フランス人の母親を持つハーフ。美形だが、根暗で他人（特に女性）に触れられることを極度に恐れており、そんな性格から、友人がおらず、不良生徒に虐められている。趣味は、スケッチ。現在、祖母と2人暮らし。虚構世界で帆稀と出会ったことを機に、彼と行動を共にする。母親から性的虐待を受けた過去がある。
母親は、フランスで女優やモデル活動をしている。
皆方 廉次郎（みなかた れんじろう）
特性科在籍。幼少時から劇団でプロの歌舞伎役者として育ち、中学の時は期待の女形役者としてメディアから一斉に注目を集めた。大柄で美形の為、女子にモテる。ニルの協力で、虚構世界に馴染んでおり、妹背と楜澤に虚構世界の素晴らしさを説いた。武器は歌舞伎で、劇の内容に応じて技を繰り出す。次期座長となる為に厳しく躾けられ、舞台で失敗すると罰として暗闇の中に閉じ込められていたことがトラウマとなっている。
蘭 柚葉（あららぎ ゆずは）
特性科在籍。13歳でNBAバレエコンクールのスカラシップ賞を受賞した少女。だが、足の難病によって、運動を禁じられて挫折、以後は病院に通いながら、通学していたが、実験室の爆発事故で下半身不随となった悲しみで投身自殺した所、虚構の住民となった。現在は車椅子を使用している。周囲からの同情の目を避ける為、学校では男装しており目立たず、廉次郎以外の人間とは、一切関わろうとしないが、虚構世界では自由に踊れる。妹背に一目惚れして、初対面で彼にキスを交わした。武器はバレエで、バレエシューズから敵を吸収したり、攻撃したりすることが可能。
五月女 詩音（さおとめ しおん）
特性科在籍。10年に1度の天才バイオリニストと言われている少年。常にヘッドホンを着用。趣味は音楽鑑賞。人の絶望を奏でることに執着する狂気的な性格。武器はバイオリンで、演奏することで相手の恐怖を晒し出す精神攻撃が可能。廉次郎達と行動を共にしていたが、あくまで利害だけの関係だった。虫が苦手。
赤星 佐右（あかぼし さゆう）
中等部の時、国際数学オリンピックに日本代表で出場し、金賞を受賞した天才児。アメリカの大学から誘いを受けていたが、何故か進学しなかった。自身の能力に自覚的で、ふてぶてしい態度が目立ち、怠惰で授業もよくサボっている。廉次郎との会話から、自身も虚構の住人と思われる。好物はチュッパチャップス。武器は、ルービックキューブ。
明槻 樹寧（あかつき じゅね）
帆稀の義妹。中学生。プライドが高いが、義兄や他人への思いやりもある。幼少時、帆稀と共に誘拐された過去がある。普段は女子寮に住んでおり、時々実家に戻っている。
ニル
虚構世界の住人。虚構世界を理想郷にすべく、白夜学園の女性教諭・松代の身体を借りて、廉次郎達に指示を出していた。ヴィドとは長い付き合いだが、彼とは敵対している。相手の恐怖を感じ取る能力を持つ。

## 用語
虚構世界（ムンドゥス・ファーブラ）
「神」が支配する謎の異空間。学園内に突如現れる鏡を通じて行くことが可能だが、一度入ると、一定時間経たないと出口が現れない仕組みとなっている。なお、ここにやって来る者は、大抵瀕死状態となっており、「神」から虚構の臓器をもらうことで虚構の住人として復活出来る。但し、幾度も「神」の呼び出しで虚構世界に行かねばならず、来ないと全身に痛みが走り、放っておくと死亡する。
虚構世界では、住人の恐怖心によって化け物へと具現化して襲い掛かって来る。しかし、化け物を倒す方法もあり、自身の特技（帆稀の場合、バカラ）を武器として操ることが出来るが、ヴィドによると、大抵は自分の武器に気づかないまま、死亡してしまう。
私立白夜学園（しりつしらよがくえん）
帆稀達が通う学園。ここに通う生徒はエリートや上流階級の子息が、数多く集っている。

## 書誌情報
- 藤山海里『虚構の王』メディアファクトリー〈MFコミックス ジーンシリーズ〉全3巻
  1. 2011年11月26日発売[1]、ISBN 978-4-84-014072-0
  2. 2012年4月27日発売[2]、ISBN 978-4-84-014462-9
  3. 2012年12月27日発売[3]、ISBN 978-4-84-014777-4